# Karl Jellinek
Karl Jellinek (geboren 5. November 1882 in Wien, Österreich-Ungarn; gestorben 16. Juni 1971 in Dornach SO) war ein österreichischer physikalischer Chemiker.

## Leben
Karl Jellinek entstammte einer jüdischen Familie (evangelisch getauft). Er studierte in Wien und Göttingen und promovierte 1905 mit einer Arbeit über Reaktionskinetik. Ab 1908 war er an der TH Danzig tätig. In Danzig heiratete er 
Melitta Baden, der Chemiker Hans Helmut Gunter Jellinek ist ein Sohn. Jellinek wurde im Freistaat Danzig 1922 Professor, 1933 Instituts-Direktor. 1937 wurde er aus rassistischen Gründen vorzeitig emeritiert, emigrierte 1939 nach England und lebte seit 1957 in der Schweiz. Mit seinem Werk Das Mysterium des Menschen strebte er eine Synthese aus Naturwissenschaft und Anthroposophie an.

## Hauptwerke
- Lehrbuch der physikalischen Chemie, 5 Bände, 1928–1937 (= 2. Aufl.; in 2 Bänden 1938 f.)
- Verständliche Elemente der Wellenmechanik, 2 Bände, 1950 f.
- Das Mysterium des Menschen, 5 Bände, 1958–1964, 2018 neu herausgegeben im Verlag Ch. Möllmann
- Das Weltengeheimnis, Vorlesungen zur harmonischen Vereinigung von Natur- und Geisteswissenschaft, Philosophie, Kunst und Religion bei Enke Stuttgart, 1921,  Neuauflage 2010 bei  Kessinger Pub Co, ISBN 978-1167975660